# Argahandab (huyện)
Arghandab là một huyện thuộc tỉnh Zabol, Afghanistan. Dân số thời điểm năm 1999 là 27,084 người.